# 斯韋特洛耶湖 (卡西莫夫區)
55°08′37″N 41°21′43″E / 55.14361°N 41.36194°E
斯韋特洛耶湖（俄语：Светлое），是俄羅斯的湖泊，位於該國西北部，由梁贊州負責管轄，處於卡西莫夫區，長0.4公里、寬0.4公里，面積0.12平方公里，海拔高度132米。